# Anton Vašek
Anton Vašek (* 29. April 1905 in Hrubá Borša; † 30. Juli 1946 in Bratislava) war ein slowakischer Publizist, Journalist und Politiker. Als Leiter der antijüdischen Abteilung Nr. 14 des slowakischen Innenministeriums war er maßgeblich verantwortlich für die schrittweise Diskriminierung, Enteignung und Deportation slowakischer Juden in der Ersten Slowakischen Republik, weshalb er ironisch „Judenkönig“ (slowakisch: Židovský kráľ) genannt wurde.

## Leben
Vašek studierte an der Juristischen Fakultät und wirkte als Beamter und Redakteur in Bratislava. Er engagierte sich als Funktionär von Jugend- und Hochschülerschaftsverbänden und war von 1928 bis 1929 Vorsitzender des Bundes Slowakischer Studenten (slowak. Zväz slovenskeho študentstva). Ab 1927 war Vašek Generalsekretär des Slowakischen Landesvereins der Gemeinden, Städte und Bezirke. Im Jahr 1935 kandidierte er erfolglos für die Slowakische Volkspartei um einen Sitz im Parlament. Nach 1939 arbeitete er in führenden Funktionen am Notar-Amt der slowakischen Hauptstadt. Vašek war aktiver Publizist und von 1930 bis 1938 verantwortlicher Redakteur der Zeitungen Zprávy mesta Bratislavy und Hlas slovenskej samosprávy. Von 1939 bis 1942 war er Leiter der Kontroll- und Revisionsabteilung des Stadtamtes in Bratislava.
Im April 1942 wurde Anton Vašek Leiter der Abteilung Nr. 14 des slowakischen Innenministeriums und wurde dort bald unter dem Namen „Judenkönig“ bekannt. Die Abteilung – auch „Jüdische Abteilung“ genannt – übernahm schon ab Sommer 1941 schrittweise vom Zentralwirtschaftsamt (slowak. Ústredný hospodárský úrad) Augustín Moráveks die Hauptverantwortung bei der Aussonderung der Juden aus dem öffentlichen Leben, die durch eine brutale Verfolgung begleitet war. Den Gipfel dieser Bemühungen stellten die Deportationen im Jahr 1942 dar, deren Hauptorganisator die Abteilung Nr. 14 des Innenministeriums war. Vašek organisierte und leitete die Deportationen und beharrte konstant auf deren Fortführung – auch dann noch, als die Mehrheit der Entscheidungsträger kein Interesse mehr an ihnen hatte. Bereits 1942 hatte Vašek in seinem Buch Die Lösung der Judenfrage in der Slowakei. Systematische Übersetzung der antijüdischen Gesetzgebung (Globus-Verlag, Bratislava) die totale Liquidierung der slowakischen Juden vorgeschlagen (die Schrift wurde nach Ende des Zweiten Weltkrieges in der Sowjetischen Besatzungszone auf die Liste der auszusondernden Literatur gesetzt).
Aus diesen Aktionen baute er seine zweifelhafte politische Karriere auf, vor allem aber häufte er riesige Geldsummen an Bestechungsgeldern an, mit denen er sich korrumpieren ließ. Vašek nahm von Personen, die von Deportationen gefährdet waren, aber auch von Juden schützenden „Ariern“ Bestechungsgelder an und ließ daraufhin Menschen buchstäblich aus den Deportationszügen herausziehen. Gleichzeitig beschwerte er sich bei den in der Slowakei stationierten Agenten des deutschen Sicherheitsdienstes, dass die slowakischen Ämter viel zu viele Ausnahmebescheinigungen an Juden vergeben würden und kirchliche Kreise sich für die Juden einsetzten, was die schnelle Durchführung der Deportationen behinderte.
Nachdem die Abteilung Nr. 14 des Innenministeriums infolge des Slowakischen Nationalaufstands am 1. September 1944 aufgelöst wurde, kehrte Vašek ins Bratislaver Notaramt zurück. Von September 1944 bis April 1945 kollaborierte er in der Funktion des Obersten Notars des Stadtamtes Bratislava mit den deutschen Okkupationsorganen. Nach der Befreiung der Slowakei durch die Rote Armee wurde er festgenommen, von einem tschechoslowakischen Volksgerichtshof 1946 zum Tod durch den Strang verurteilt und hingerichtet.